# Bernard Volker
Pour les articles homonymes, voir Volker.
Bernard Volker, né le 18 octobre 1942, est un journaliste de télévision français.
Il est chef du service de politique étrangère de TF1 jusqu'en octobre 2007. Il a été directeur adjoint de l'École de journalisme de Sciences Po de 2004 à 2010. De 2010 à 2019, il est directeur général de Télésud, première chaîne de télévision panafricaine basée rue Cognacq-Jay.

## Biographie

### Jeunesse
Pigiste à Radio Alger (RTF) en juin 1961, Bernard Volker participe en 1962 à la diffusion des journaux parlés pour l'exécutif provisoire à Rocher Noir. Menacé par l'OAS, il quitte l'Algérie pour Radio Nancy, puis Toulouse-Pyrénées et Paris, rue Cognacq-Jay pour collaborer à l'émission Panorama. 

### Carrière
Bernard Volker devient en 1965 le premier correspondant permanent de la télévision française en Allemagne, à Bonn, pour la première chaîne de l'ORTF. Après la remise en liberté des responsables nazis condamnés lors du procès de Nuremberg, il réalise une série d'entretiens avec Albert Speer, architecte, puis ministre de l'armement de Hitler puis Baldur von Schirach, chef des Jeunesses hitlériennes, et le grand-amiral Karl Dönitz, directeur de la flotte sous-marine pendant la Deuxième Guerre mondiale, désigné par Hitler pour lui succéder après son suicide. Il réalise aussi la série Les Grandes Batailles d'Henri de Turenne, Jean-Louis Guillaud et Daniel Costelle.
En 1968, il suit les événements du Printemps de Prague (première interview d'Alexander Dubček, Premier secrétaire du Parti communiste tchécoslovaque). Il devient ensuite le plus jeune présentateur du Journal télévisé, d'août 1968 à 1970. Lors de l'un de ses premiers directs, il commente depuis Paris l'entrée des troupes soviétiques en Tchécoslovaquie. 
En janvier 1970, il réalise un entretien de Régis Debray, enfermé à Camiri en Bolivie après sa condamnation en avril 1967 à trente ans de réclusion en raison de sa proximité à Che Guevara depuis 1965. En avril 1970, il est envoyé au Cambodge après le putsch du général Lon Nol. Le 6 avril 1970, il est en reportage dans ce pays en compagnie du photographe américain Sean Flynn, dans le village de Chi Pou, qui est capturé par les Khmers rouges et assassiné. Il est par la suite remplacé par René Puissesseau, qui disparait à Angkor le 7 juillet 1970, avec le cameraman Raymond Meyer[réf. nécessaire]. Claude Arpin, de Newsweek, Gilles Caron, de Gamma, et Guy Hannoteaux de L'Express, le 5 et 6 avril 1970 à Svayrieng[Quoi ?].
En juin 1970, Bernard Volker est nommé directeur du bureau de l'ORTF en Extrême-Orient à Tokyo. En 1971, il accompagne en Chine, Alain Peyrefitte à la fin de la révolution culturelle. Il devient rédacteur en chef adjoint et présentateur de 24 Heures sur la une (1972-74), puis envoyé spécial permanent de TF1 à Bonn et à Bruxelles (1975-82), avant de devenir le responsable pour la première chaine de télévision des questions allemandes de 1989 à 2007.
En 1994, il décrit l'attentat contre le marché de Markale (Yougoslavie) commis le 5 février 1994 pendant le siège de Sarajevo ayant fait 68 morts et 144 blessés. Le 18 février, il suggère que les musulmans de Bosnie « pourraient » en être responsables. Critiqué par Le Monde, il cite comme source François Mitterrand et Boutros-Ghali[réf. nécessaire]. L'association « Carton jaune », de l'avocat Arnaud Montebourg, le poursuit en justice. Un arrêt de la cour d'appel de Paris du 24 février 1996 condamne l'association à lui payer 20 000 francs de dommages et intérêts et 10 000 francs de frais de justice puis le Tribunal de grande instance de Paris qui avait déjà condamné TV Carton jaune en novembre 1995, mais les deux parties s'étaient pourvues en appel. La cour d'appel a statué que l'association n'apportait aucune preuve de ses allégations et portait atteinte à la réputation du journaliste.
Envoyé spécial aux États-Unis pendant la première guerre du Golfe et les campagnes présidentielles américaines (de Jimmy Carter, Bill Clinton et G.W. Bush), il réalise des documentaires aux États-Unis, pour l’émission Reportages (TF1) sur la peine de mort et le système pénitentiaire américain. En 2005, à Berlin, il interviewe Rochus Misch, dernière personne à avoir vu Adolf Hitler en vie puis en décembre 2006, Condoleezza Rice, secrétaire d'État des États-Unis.
Il devient directeur adjoint de l'École de journalisme de Sciences-Po Paris, de 2004 à 2010. De 2010 à 2019, il dirige Télésud, la première chaîne panafricaine basée à Paris. 

## Prix
- 2009 : Grand Prix spécial de la Presse internationale[10].